# ALLORA
ALLORA（アローラ）は、かつてケンウッド（現・JVCケンウッド）が販売していた、ミニコンポのブランド名である。主にセパレートタイプを展開しており、1990年代の主力でもあった。
特に、7番シリーズは世界初の機能を搭載し、ファンからも支持を得ている。

## 概要
1990年より発売開始。ALLORAは、厳密にはミニミニコンポの分類に属する。第1号モデルはXA7である。また、ピーナッツとのコラボレーション広告やCMが特徴だった。
最大の特徴としては、他社が単品コンポーネント比半分の横幅サイズを採用したのに対して、ケンウッドはXA7の開発にあたり、全体の横幅を1000mm(1m)とした上で、本体の横幅はミニコンポ比約4分の3にあたる270mmを採用した点にある。
これに基づき、スピーカーの縦横のアスペクト比が2：1になるようにスピーカーの横幅は230mmに、高さは460mmあたりに、CDプレーヤーとダブルカセットデッキの合計の高さ、及び、グライコとアンプの合計の高さがそれぞれ230mmになるように設計されているのが特徴である。
そのため、同社ROXYと比べて搭載されている機能に物足りなさは否めず、他社の製品と比べてもコストが高く価格面で割高感はあったが、ミニミニコンポの中では大きめのサイズだったことから、サイズの大きいウーハーを搭載しやすく、スピーカーの3Way化やサラウンドスピーカーの組み込みが容易な設計面でのメリットを生かすことが出来た。
また、XA7の発売時期がバブル期と重なっていたことや、ALLORAの横幅270mmという特徴は販売面でも有利に立ち、ミニコンポとミニミニコンポの中間の購買層の獲得に貢献した。
更に、バブル崩壊による不景気で他社が次々にミニコンポからミニミニコンポへシフトチェンジしたことで、ミニコンポとミニミニコンポの中間スペックだったALLORAは、ミニコンポユーザーが購入する際に注目される製品となる。特に、1994年に発売されたXJ7Mは、デザインや音質の良さが好評だったこともあり、当時販売終了を半年延長するほどの人気があった。
XJシリーズよりブランドをNEW ALLORAへ変更、それに伴って、オプションであるスーパーウーファーがモデルチェンジを果たした。
1990年代後半に入ると、ソニーが発売したキューブリックを筆頭にマイクロコンポやミニミニコンポの低価格化や1BOX化が主流となったことで、ALLORAの横幅270mmサイズはコストダウン化が困難だったこと、ケンウッド自身もAvinoを発売したこともあり、1998年のXTシリーズの発売をもってNEW ALLORAのブランド展開は終了した。

## 型番について
ここでは、主なモデルのパターンについて記載する。左から1番目はX、左から2番目はファミリー（例：A，Eなど）、左から3番目は数字（ハイフンが入った場合はその直後に数字）が入る。この数字は機種の階級を表し、1番は1BOX構成モデル、3番はセパレートタイプエントリーモデル、5番はミドルクラスのモデル、7番はトップモデル、9番はXA・XEシリーズのみだがフラッグシップモデルにあたる。XF以降は、7番シリーズがフラッグシップモデルの役割も担っていた。但し、一部例外あり。
なお、最後の英文字は、VがビデオCD対応モデル、MDはミニディスクデッキ搭載モデル、MはCDチェンジャー搭載モデルにあたる。

## 歴史
- 1990年
「AIグライコ（AI AUTO）」を搭載。(XA7・XA9)
- 1991年
世界初「スピーカー・イン・スピーカー」を搭載。(XE7・XE9)
クラス初コントロールアンプ・パワーアンプ独立設計。(XE9)
- 1992年
世界初「マガジン式6CDチェンジャー＋1トレイシステム」＆「オムニトップスピーカー」を搭載。(XF7M)
- 1993年
世界初「3Dヴァーチャルリアリティーサウンドシステム」を採用。(XG7M)
- 1994年
「ソースダイレクト」を搭載。(XJ5M・XJ7M)
「クリアリックフェイス」を採用。。(XJ5M・XJ7M)
「トレイ式6CDチェンジャー」を搭載。(XJ3M)
「1BOXタイプ」を採用。(XJ1M)
- 1995年
「ビデオCDプレーヤー」を搭載。(XK5V)
クラス初「MDレコーダー」を搭載。(XK-7MD)
「MD・カセットテープ同時録音」を搭載。(XK-7MD)
「SRS3Dサラウンド」を搭載。(XK-7MD)
- 1996年
世界初「サイバータイトラー」を搭載。(XL-7MD)
- 1997年
世界初「ダブルMDデッキ」・「MD漢字表示機能」・「FM文字多重放送コピー機能」を搭載(XM-7MD)
- 1998年
「スロットイン式ダブル3MDチェンジャー」を搭載。(XT-5MD)
「ハイパー・オペレーティング・スタジオ」を搭載。(XT-7MD)

## 主な機種

### 9番シリーズ
3Wayスピーカー、CDプレーヤー、ダブルカセットデッキ、プロセッサー、チューナー(AM・FM・VHF・UHF)・アンプの4BOX構成(XE9のみプロセッサー・プリアンプ、チューナー・パワーアンプ)。ALLORAでは最上位に位置するプレステージモデルである。標準で3Wayスピーカーが搭載されており、CDプレーヤー部は後述のMDレコーダーDM-F70とのデジタル接続に対応している。XFシリーズ以降は7番シリーズに統合された。
- 搭載されている固有機能
  - XE9のみ
    - 3Wayスピーカーインスピーカー。トリプルワイヤリング接続。

XA9
1990年発売。定価169,800円。9番シリーズの初代である。CDの周波数を自動的にサンプリングして、周波数ごとに音質等を細かく調整し、CDごとに最高の音楽性を引き出す「AIグライコ（AI AUTO）」を搭載。CDからカセットへの録音を自動で最適化するCCRS機能により、録音環境も整っていた。3Wayスピーカー、27バンドスペアナ表示対応の15バンドグラフィックイコライザーを搭載。フルロジックオートリバースカセットデッキ部は、ドルビーB＆C、ドルビーHX PRO搭載。
XE9
1991年発売。定価204,000円。2代目、そして9番シリーズ最終代にあたる。左右のスピーカーにサラウンドスピーカーを組み込んだ「スピーカー・イン・スピーカー」システム対応の3Way＋1スピーカーを搭載。これにより、これまでフロント・リア合計で4本のスピーカーが必要だったプレゼンスサラウンドが2本のスピーカーのみで実現できるようになった。プリアンプとパワーアンプを独立設計しており、プリアンプ部には7バンドグライコやファンクション情報などが表示されるFL管が、パワーアンプ部のFL管にはデジタルパワーメーターを初搭載している。スペアナは非搭載。ダブルカセットデッキはドルビーHX PROは搭載されていない。パワーアンプとスピーカーとの接続はフロントがバイワイヤ接続でリアがシングルワイヤ接続となっており、スピーカー側の赤色端子のみバナナプラグを採用している。

### 7番シリーズ
旧7番シリーズはALLORAのスタンダードモデルにあたるが、XFシリーズ以降の新7番シリーズは9番シリーズの後継にあたる最上位のプレステージモデルとして位置付けられ、各スピーカー・各デッキの型番も改版となっている。
全機種共通でスピーカー、CDプレーヤー(6CDチェンジャー)、ダブルカセットデッキまたはMDデッキ、チューナー(チューナー・プリアンプ)、アンプ(パワーアンプ)の4BOX構成。本体の横幅サイズも全機種共通であるが、NEW ALLORAの機種より旧ALLORA機種から縦幅サイズが若干高めに変更されている。
スピーカーについては、旧7番シリーズでは2Wayスピーカーであるが、新7番シリーズでは3Way+オムニトップスピーカーに仕様が変更され、NEW ALLORAの機種ではオムニスピーカーがオプション化された。
機種ごとによる大まかな違いとしては、XA7・XF7・XF7Mのみ光デジタル出力端子が非搭載、XF7・XF7M・XT-7MDのみスペアナが非搭載、XF7・XF7Mのみデジタルパワーメーターを搭載、XA7・XK-7MD以降の機種ではドルビー・プロロジックなどのシアター機能が非搭載となっている。
また、ダブルカセットデッキ搭載機種では、全機種でドルビーB・Cが標準装備、XE7を除いてドルビーHX PROを搭載し、XK-7MDのみ標準でカセットデッキとMDデッキとの同時録音に対応している(但し、XL-7MD以降の機種では、オプションのカセットデッキを接続しての両デッキでの同時録音には対応)。MDデッキ搭載機種では、XL-7MD以降の機種でサイバータイトラーとの接続対応かつサンプリングレートコンバーターが搭載、XM-7MD・XT-7MDのみダブルMDデッキと漢字かな入力にも対応している。
- 各機種の主な共通仕様
  - XE7以降
    - 1サラウンドスピーカーが追加。

  - XF7以降
    - スピーカー、各デッキの型番が改版される。スピーカーが3Wayスピーカー+オムニトップスピーカーに仕様変更。

  - XF7M以降
    - 6CDチェンジャー標準装備。

  - XG7M以降
    - システムケーブルの接続が1本に簡素化。VHF・UHFチューナー非搭載。オプションにMDデッキが追加。

  - XJ7M以降
    - ブランド名をNEW ALLORAに変更。ブランド名変更により、本体縦幅サイズの変更、オムニスピーカーのオプション化、サブウーファーのモデルチェンジ。ボリュームダイヤル、リニアアコースティック調整が機械式から電子式に変更。ソースダイレクト搭載。

  - XK-7MD以降
    - 型番にハイフン追加。MDデッキ標準装備、オプションのMDデッキがモデルチェンジ。6CDチェンジャーがマガジン式からトレイ式に変更。DSPのプレゼンスサラウンド機能非搭載。AIオート非搭載。3Dステレオ機能搭載。オムニスピーカーの機能変更。

  - XL-7MD以降
    - サイバータイトラーとの接続対応。MDデッキにサンプリングレートコンバーター搭載。オプションにシングルカセットデッキが追加。スピーカーが日本製からマレーシア製製造に変更。

  - XM-7MD以降
    - CDチェンジャー部とアンプ部のFL管非搭載。D.R.I.V.E.搭載。漢字かな表示・入力対応。FM文字多重放送の受信対応。ダブルMDデッキ搭載。
- 搭載されている固有機能
  - XF7,XF7Mのみ
    - 3Way+オムニトップスピーカー。アコースティックサウンド。

  - XG7Mのみ
    - AIファイル。オムニトップスピーカー用のアンプ接続がRCAケーブル接続。3Way+同軸2Wayオムニトップスピーカー。機械式リニアアコースティックコントロール。

  - XJ7Mのみ
    - 電子式リニアアコースティックコントロール。

  - XK-7MDのみ
    - 完全セパレート仕様のダブルカセットデッキ+MDデッキ。

  - XM-7MDのみ
    - スピーカーの縦幅サイズ変更。ダブルMDデッキ。漢字かな表示+スペアナ表示対応FL管ディスプレイ。

  - XT-7MDのみ
    - ハイパーオペレーティングスタジオ。リニュウム型ツィーター。1BOX単体のダブル3MDチェンジャー。漢字かな表示対応FL管ディスプレイ。

#### 旧7番シリーズ
XA7
1990年発売。定価145,000円。アローラ第1号機で7番シリーズの初代でもある。2Wayスピーカーを採用し、「AIグライコ（AI AUTO）」、CCRS機能を初搭載。CDプレーヤー部に8倍16BITオーバーサンプリングDACを搭載。フルロジックオートリバースカセットデッキ部は、ドルビーB＆C、HX PRO搭載。ドルビー・プロロジックなどのシアター機能と光デジタル出力端子は非搭載。
XE7
1991年発売。定価169,800円。2代目にあたる。スピーカー・イン・スピーカー対応の2Way＋1スピーカーを搭載。7番シリーズで初めてドルビー・プロロジックなどのシアター機能を搭載。CDプレーヤー部のDACが1BIT DACに変更された。ダブルカセットデッキはドルビーHX PROは搭載されておらず、XE9に搭載されたプリアンプとパワーアンプの独立構造は搭載されていない。

#### 新7番シリーズ
XF7,XF7M
1992年発売。定価184,800円(XF7Mは定価199,800円)。3代目にあたる。XF以降の7番シリーズでは、9番シリーズに採用された3Wayスピーカーが標準装備となり、本モデルでは3Way＋1スピーカーを搭載。サラウンドスピーカーに「スピーカー・イン・スピーカー」システムを発展させた「オムニトップスピーカー」を採用し、360度に音を拡散して奥行きのある音を作り出し、ステレオ感を高めた音を追求。それに伴って、アコースティックサウンドを搭載している。CDの周波数を自動的にサンプリングして、DSPを用いて音場等を細かく調整し、CDごとに最高の音楽性を引き出す「AIフォーカス」を新搭載。XE9同様にフロントとリアそれぞれにプリアンプとパワーアンプを独立させた構造を採用し、プリアンプ部に7バンドグライコやファンクション情報が表示されるFL管が、パワーアンプ部のFL管にデジタルパワーメーターを搭載している。ダブルカセットデッキはダッシュ&プレイを搭載し、DPSS(ダイレクトプログラムサーチシステム)の頭出しが最大で16曲までになる。CDプレーヤーに光デジタル出力端子は搭載されていない。
XF7Mでは「マガジン式6CDチェンジャー+1トレイシステム」を初採用。
XG7M
1993年発売。定価199,800円。4代目にあたる。前モデルと同様にオムニトップスピーカーを採用したが、前モデルはサラウンド専用だったのに対し、本モデルでは付属の3DヴァーチャルリアリティーサウンドCDを用いて、別ソースの再生機能を付加する「ヴァーチャルリアリティーサウンドシステム」を初採用。それに伴って、オムニトップスピーカーは前モデルのフルレンジから同軸2Way構造に変更されている。また、アコースティックサウンドはフロントとオムニトップスピーカーとの音量比率を自由に可変可能なリニアアコースティックコントロールへと進化している。前モデルのプリアンプに内蔵していたグラフィックイコライザーが本モデルではパワーアンプ部に搭載しており、それに伴ってデジタルパワーメーターを廃止してスペアナを復活させている。作成したAIグライコとAIフォーカスの保存・読み出し可能な「AIファイル」を搭載。前モデルに引き続き「マガジン式6CDチェンジャー+1トレイシステム」を採用し、光デジタル出力端子が復活。システムケーブルが1本接続に変更され、オムニトップスピーカー用のプリアンプとパワーアンプとの接続がRCAケーブルに変更される。機械式ボリューム機構は本モデルまで搭載される。
本モデル以降、チューナーがAM・FMのみ受信対応となり、VHF・UHFの地上アナログ放送の受信が不可となった。また、MDレコーダーがオプションで設定された。
XJ7M
1994年発売。5代目、NEW ALLORA第1号機にあたる。クリアリックフェイスを初採用。「ミニコンポはデザインを含め、部屋の中・生活の中でどうあるべきか」という存在価値「そのもの」を持たせた。「マガジン式6CDチェンジャー+1トレイシステム」などの前モデルで搭載された機能の多くはこのモデルにも引き継がれているが、新たにソースダイレクトと2ch D.F.S.モードを搭載。前モデルと同じく1本のシステムケーブル接続だが、プリアンプとパワーアンプを接続するオムニスピーカー用ケーブルがRCAケーブルから5ピンのシステムケーブルに変更されている。一方で、前機種に搭載されたAIファイルが削減されたり、プレゼンスサラウンドのモード数が4つに減少するなど、前モデルに搭載された一部の機能が削減されている。ドルビー・プロロジックはこのモデルで最後となる。
本モデルより本体の縦幅サイズが若干高めの仕様に変更された。また、オムニスピーカーが別売となり、オプションのサブウーファーがモデルチェンジとなった。オムニスピーカーはスピーカー上部の格納スペースに設置することで、前モデルとほぼ同等の機能を有する（付属の3DヴァーチャルリアリティーサウンドCDを用いて、別ソースの再生機能にも対応）。また、ボリューム機構が機械式ボリュームから電子式ボリュームに変更され、それに伴いリニアアコースティックコントロールがボタン操作に変更されている。
本モデルもMDレコーダーがオプションで設定されたが、XK-7MDの発売以降は後述のDM-F70がオプションとして設定された。
XK-7MD
1995年発売。定価189,800円。6代目にあたる。MDレコーダーを初めて標準搭載。前モデルに引き続きクリアリックフェイスを採用し、7番シリーズでは唯一CDプレーヤー・MDデッキ・ダブルカセットデッキをすべて標準搭載しており、CDからMDとカセットテープへの同時録音に対応している。MDデッキの搭載に伴い、アンプ・スペアナ・グライコ・チューナーが1BOXに統合され、スペアナのバンド数が激減している。本モデル以降は6CDチェンジャーがトレイ式になり、プレゼンスサラウンドやドルビー・プロロジックを削減して新たに「3Dステレオ」を搭載した。別売のオムニスピーカーを用いることで3Dステレオ機能を強化できるが、本モデル単体での別ソースの再生機能には対応しなくなり、格納スペースも廃止された。ダブルカセットデッキ、ドルビーB＆C、ドルビーHX PROは7番シリーズでは本モデルで最後となった。また、本モデルに搭載されている3Wayスピーカーはアローラ最後の日本製モデルである。
付属のMDレコーダーをベースにしたDM-F70がオプションとしても販売された。本モデルのMDレコーダーとの違いは、電源ケーブルが装着されている、システムケーブル端子の形状が異なる、ヘッドホン端子搭載、光デジタル出力端子とRCA入出力端子装備、タイマースイッチ採用、ベストヒットボタン排除等である。
XL-7MD
1996年発売。7代目にあたる。サイバータイトラーを初装備。これは、MDの文字入力をジョグダイヤルとボタンではなく、ワープロ・PC感覚で行おうというコンセプトのもとに開発された機器で、ラベル作成も行えた。本モデル以降の7番シリーズから、カセットデッキがオプションとなり、ダブルカセットデッキも廃止された。にもかかわらず、XK-7MD同様アンプとチューナーが1BOXに統合されているため、本体付属の製品だけでは見栄えが悪くなるため、オプションのカセットデッキを装着することで改善された。そのため、家電量販店によっては、オプションのカセットデッキとのセット販売をするケースがみられた他、カタログなどではカセットデッキを装着した状態で掲載されていたケースもあった。筐体デザインはクリアリックフェイスから大きく変更され、6CDチェンジャーはCDテキストに対応、MDデッキはサンプリングレートコンバーターを搭載しCDテキストダビングにも対応、3Dステレオ機能が強化されている。6CDチェンジャーにFL管を採用した最後のモデルとなる。尚、7番シリーズでは本モデル以降3Wayスピーカーが日本製からマレーシア製となる(本体は過去モデル同様に日本製である)。
XM-7MD
1997年発売。8代目にあたる。ダブルMDデッキを搭載し、MDのダビングや2枚録音が可能となった（同ソース・別ソースいずれも可能）。また、CDダビング中にもラジオなどの別ソースのリスニングや、MDへの録音が可能となった。MDの漢字表示機能も初対応し、本体だけで入力もできるが、漢字かな入力対応サイバータイトラーにも対応している。FM文字多重放送にも対応し、受信やMDへのコピーが可能となった。本モデル以降のFL管は、ダブルMDデッキのFL管と「漢字かな表示対応のFL管」に統合された。6CDチェンジャー部にD.R.I.V.E.を初搭載。スペアナのバンド数が前モデルよりも増加しており、マニュアルイコライザーも7バンドの音域を調節出来る。XJ7Mと大きく異なるのは、スペアナの表示パターンが1種類のみとなっている点。アンプはディスクリート構造で、80W＋80Wのパワフル出力を持つ。
7番シリーズではこのモデルのみスピーカー高が低いため、セパレート専用モデル仕様である。
XT-7MD
1998年発売。定価210,000円。9代目、そして7番シリーズ最終代にあたり、アローラでは最後の日本製モデルでもある。前モデルで搭載された機能の多くは、このモデルにも引き継がれているが、本モデルではダブルMDデッキがダブル3MDチェンジャータイプになり、前モデルで可能だった2枚同時録音は勿論のこと、他社製品に採用された6枚連続録音など多彩なMD録音が可能になった。マニュアルイコライザーは高音・中音・低音の調節しか出来ない。録音編集の簡単操作を実現した「ハイパー・オペレーティング・スタジオ」を搭載。このシステムは未使用時には収納できる。スペアナは搭載されず、漢字かな表示対応のディスプレイのみのシンプルなデザインになっている。リモコンはCDラジカセに付属するコンパクトなものになり日本語表示されている。アンプはディスクリート構造で、80W＋80Wのパワフル出力を持つ。3Wayスピーカーのツィーター部はリニュウム型ツィーターを搭載。

### 5番シリーズ
スピーカー、CDプレーヤー、ダブルカセットデッキまたはMDデッキ、チューナー、アンプの4BOX構成だが、一部の機種では2BOX構成になっており、全機種ともセパレートタイプである。旧ALLORAでは7番シリーズのコストダウンモデルの仕様に近いベーシックモデルであったが、XFシリーズ以降は旧7番シリーズの後継にあたるスタンダードモデルと位置付けられた。NEW ALLORAへブランド変更したXJシリーズ以降は高音質設計の機種など個性的なスタンダードモデルとしてリファインされた。XLシリーズより新3番シリーズに統合されて廃盤となっていたが、XTシリーズにて5番シリーズが復活している。
XA5
1990年発売。定価135,000円。小型の13cm2Wayスピーカーを搭載。スピーカー以外の本体はXA7とほぼ同じ構成。
XE5
アローラ最大バンド数のスペアナ、AIグライコ(AI AUTO)を搭載。筐体はXE7とほぼ同じ。
XF5
1992年発売。定価159,800円。スピーカー・イン・スピーカーを搭載。AIグライコ、ドルビーサラウンドに対応(但し、ドルビープロロジックのデコードには非対応)。XF7・XF7Mとは異なり、本モデルでは13バンドスペアナを搭載。筐体はXF7とほぼ同じ。
XG5M
1993年発売。5番シリーズでは初めてマガジン式6CDチェンジャー＋1CDプレーヤーを搭載。2Wayスピーカー+オムニトップスピーカーを搭載（但し、別ソースの再生機能には対応していない）。筐体はXG7Mとほぼ同じ。パワーアンプとコントロールアンプを独立設計している。ドルビーサラウンドとドルビーHXPROには非対応。
XJ5M
1994年発売。音質重視の設計で、アンプ・スピーカーはバナナプラグ対応。XJ7M同様クリアリックフェイスを採用。2BOX構成。5番シリーズでは初めてトレイ式6CDチェンジャーを搭載。スペアナは搭載されていないが、ピークレベルメーターを搭載。イコライザーは高音・低音の調節のみだが、N.B.CIRCUITはアンプ部のつまみで調節が自由になっている。オムニスピーカーの格納スペースはない。ソースダイレクト機能を搭載。アンプはディスクリート構造。
XK-5V
1995年発売。アローラで初めてビデオCDプレーヤーを搭載。それ以外の機能はXK-3に準拠する。プレゼンスサラウンドモードは本モデルで最後となる。
XT-5MD
1998年発売。定価140,000円。5番シリーズ最終代にあたる。2BOXタイプに戻る。ダブル3MDチェンジャータイプのダブル録音再生MDデッキを搭載。CDチェンジャーは3枚タイプで、カセットデッキはオプションである。サイバータイトラーの漢字かな入力対応だが、漢字かな表示機能は備えていない。

### 3番シリーズ
他社ミニミニコンポのスタンダードモデルとほぼ同じ価格帯で発売するために、5番シリーズから更にコストダウンを図ったエントリーモデルとしてラインナップされた。XGシリーズ以降は1番シリーズが新たに追加されたことでベーシックモデルとして位置付けられた。XLシリーズより5番シリーズと統合されて、スタンダードモデルとして設定されたが、XTシリーズでは5番シリーズの復活により再びエントリーモデルとなった。
XA3
1990年発売。定価99,800円。2Wayスピーカーを採用した2BOXセパレートタイプのモデル。7バンドスペアナを搭載し、FL管が橙色となっている。
XE3
1991年発売。2Wayスピーカーを採用した4BOXモデル。AIグライコ(AI AUTO)は非搭載。
XF3,XF3M
1992年発売。定価124,800円(XF3Mは定価139,800円)。2Wayスピーカーを採用した4BOXモデル。CDプレーヤー部に1BIT DACを搭載し、AIグライコ(AI AUTO)を搭載。筐体はXF5とほぼ同じ。
XF3Mは「マガジン式6CDチェンジャー＋1トレイシステム」を搭載。
XG3M,XG3
1993年発売。2Wayスピーカーを採用した4BOXモデル。AIグライコ(AI AUTO)を搭載。筐体はXG5Mとほぼ同じ。
XG3Mは「マガジン式6CDチェンジャー＋1トレイシステム」を搭載。
XJ3M
1994年発売。2BOX構成。アローラで初めてトレイ式6CDチェンジャーを搭載。「ヴァーチャルリアリティーサウンドシステム」を採用し、別ソースの再生に対応。本モデル以降の3番シリーズより3Wayスピーカーが標準装備されている。オプションで、スーパーウーファー・オムニスピーカーに対応。
XK-3
1995年発売。4BOX構成。クリアリックフェイス、ソースダイレクトを採用。1BOXにトレイ式6CDチェンジャーが採用された初のモデル。オプションで、スーパーウーファー・オムニスピーカー、MDデッキに対応。
XL-3MD
1996年発売。クリアリックフェイス、3Dステレオを採用。2BOX構成に戻る。MDデッキ、ダブルカセットデッキを搭載し、大型スペアナを搭載。
XM-3MD
1997年発売。アンプ・チューナー＆グライコ・6CDチェンジャー・MDデッキの4BOX構成。MDデッキはXL-7MDと同じくシングルMDデッキでサンプリングレートコンバーターを搭載。オプションで、サイバータイトラー・カセットデッキ・スーパーウーファー・オムニスピーカーに対応。
XT-3MD
1998年発売。ワンボディに3CDチェンジャー・3MDチェンジャー・シングルカセットデッキ・FM/AMチューナーを搭載。カセットデッキ内蔵のため、カセットのリスニングやMDへの録音が、機器の追加や配線を行わずにできる。

### 1番シリーズ
他社の低価格エントリーモデルに対抗するために、XGシリーズより追加された旧3番シリーズの後継にあたるエントリーモデルである。
XG1
1993年発売。セパレートタイプである。
XJ1M
1994年発売。初の1BOXタイプである。トレイ式3CDチェンジャーを搭載。
XM-1MD
1997年末発表、1998年の年頭に発売。定価80,000円。XT-3MDの前モデルである。MDデッキは1MDタイプである。シングルカセットデッキを搭載。

### その他
XK-C30，XK-C40，XK-C50
1995年発売。1BOXタイプでXJ1Mのマイナーチェンジ機。XK-C50のみオムニスピーカーを搭載。

## 機種別主要機能比較表
|                                        | XA7           | XA9           | XE7           | XE9                       | XF7             | XF7M                  | XG7M                  | XJ7M                  | XK-7MD       | XL-7MD       | XM-7MD               | XT-7MD                         |
| -------------------------------------- | ------------- | ------------- | ------------- | ------------------------- | --------------- | --------------------- | --------------------- | --------------------- | ------------ | ------------ | -------------------- | ------------------------------ |
| スピーカー                             | 2Way          | 3Way          | 2Way+リア     | 3Wayバイワイヤリング+リア | 3Way+フルレンジ | 3Way+フルレンジ       | 3Way+同軸2Way         | 3Way                  | 3Way         | 3Way         | 3Way                 | 3Way（リニューム型ツィーター） |
| スピーカーインスピーカー               | ×             | ×             | ○             | ○                         | ×               | ×                     | ×                     | ×                     | ×            | ×            | ×                    | ×                              |
| オムニトップスピーカー                 | ×             | ×             | ×             | ×                         | ○               | ○                     | ○※2                   | オプション※2          | オプション※3 | オプション※3 | オプション※3         | オプション※3                   |
| CDプレーヤー                           | 1トレイ       | 1トレイ       | 1トレイ       | 1トレイ                   | 1トレイ         | マガジン式6CD+1トレイ | マガジン式6CD+1トレイ | マガジン式6CD+1トレイ | トレイ式6CD  | トレイ式6CD  | トレイ式6CD          | トレイ式6CD                    |
| 光デジタル出力端子                     | ×             | ○             | ○             | ○                         | ×               | ×                     | ○                     | ○                     | ○            | ○            | ○                    | ○                              |
| 1BIT DUAL DAC                          | ×             | ×             | ○             | ○                         | ○               | ○                     | ○                     | ○                     | ○            | ○            | ○                    | ○                              |
| CDテキスト                             | ×             | ×             | ×             | ×                         | ×               | ×                     | ×                     | ×                     | ×            | ○            | ○                    | ○                              |
| D.R.I.V.E.                             | ×             | ×             | ×             | ×                         | ×               | ×                     | ×                     | ×                     | ×            | ×            | ○                    | ○                              |
| カセットデッキ                         | ダブル        | ダブル        | ダブル        | ダブル                    | ダブル          | ダブル                | ダブル                | ダブル                | ダブル※1     | オプション   | オプション           | オプション                     |
| DPSS                                   | ○             | ○             | ○             | ○                         | 16曲            | 16曲                  | 16曲                  | 16曲                  | 16曲         | ×            | ×                    | ×                              |
| ドルビーB・C                           | ○             | ○             | ○             | ○                         | ○               | ○                     | ○                     | ○                     | ○            | ×            | ×                    | ×                              |
| ドルビーHX PRO                         | ○             | ○             | ×             | ×                         | ○               | ○                     | ○                     | ○                     | ○            | ×            | ×                    | ×                              |
| MDデッキ                               | ×             | オプション    | オプション    | オプション                | ×               | ×                     | オプション            | オプション            | ○            | ○            | ダブル               | ダブル3MD                      |
| サンプリングレートコンバータ           | ×             | ×             | ×             | ×                         | ×               | ×                     | ×                     | ×                     | ×            | ○            | ○                    | ○                              |
| サイバータイトラー                     | ×             | ×             | ×             | ×                         | ×               | ×                     | ×                     | ×                     | ×            | 半角カナ     | オプション・漢字かな | オプション・漢字かな           |
| AI AUTO                                | ○             | ○             | ○             | ○                         | ○               | ○                     | ○                     | ○                     | ×            | ×            | ×                    | ×                              |
| AI FOCUS                               | ×             | ×             | ×             | ×                         | ○               | ○                     | ○                     | ○                     | ×            | ×            | ×                    | ×                              |
| AI FILE                                | ×             | ×             | ×             | ×                         | ×               | ×                     | ○                     | ×                     | ×            | ×            | ×                    | ×                              |
| パワーアンプ・プリアンプ独立設計       | ×             | ×             | ×             | ○※4                       | ○               | ○                     | ○※5                   | ○※6                   | ×            | ×            | ×                    | ×                              |
| アコースティックサウンド               | ×             | ×             | ×             | ×                         | ○               | ○                     | 機械式リニア          | 電子式リニア          | ×            | ×            | ×                    | ×                              |
| バーチャルリアリティーサウンドシステム | ×             | ×             | ×             | ×                         | ×               | ×                     | ○                     | オプション            | ×            | ×            | ×                    | ×                              |
| ソースダイレクト                       | ×             | ×             | ×             | ×                         | ×               | ×                     | ×                     | ○                     | ○            | ○            | ○                    | ○                              |
| FM文字放送受信機能                     | ×             | ×             | ×             | ×                         | ×               | ×                     | ×                     | ×                     | ×            | ×            | ○                    | ○                              |
| ハイパーオペレーティングスタジオ       | ×             | ×             | ×             | ×                         | ×               | ×                     | ×                     | ×                     | ×            | ×            | ×                    | ○                              |
| プレゼンスサラウンド                   | オプション※7  | オプション※7  | 4ch D.F.S.※7  | 4ch D.F.S.※7              | 4ch D.F.S.※8    | 4ch D.F.S.※8          | 4ch D.F.S.※8          | 2ch D.F.S.※9※10       | ×            | ×            | ×                    | ×                              |
| ドルビープロロジック                   | ×             | ×             | ○             | ○                         | ○               | ○                     | ○                     | ○                     | ×            | ×            | ×                    | ×                              |
| 3Dサウンド                             | ×             | ×             | ×             | ×                         | ×               | ×                     | ×                     | ×                     | ○            | ○            | ○                    | ○                              |
| クリアリックフェイス                   | ×             | ×             | ×             | ×                         | ×               | ×                     | ×                     | ○                     | ○            | ×            | ×                    | ×                              |
| スペアナ                               | 15バンド      | 27バンド      | 13バンド      | ×                         | ×               | ×                     | 19バンド              | 19バンド              | 7バンド      | 7バンド      | 13バンド             | ×                              |
| デジタルパワーメーター                 | ×             | ×             | ×             | ○                         | ○               | ○                     | ×                     | ×                     | ×            | ×            | ×                    | ×                              |
| 漢字かな表示対応FL管                   | ×             | ×             | ×             | ×                         | ×               | ×                     | ×                     | ×                     | ×            | ×            | ○                    | ○                              |
| チューナー                             | AM,FM,VHF,UHF | AM,FM,VHF,UHF | AM,FM,VHF,UHF | AM,FM,VHF,UHF             | AM,FM,VHF,UHF   | AM,FM,VHF,UHF         | AM,FM                 | AM,FM                 | AM,FM        | AM,FM        | AM,FM※11             | AM,FM※11                       |

※1 MDレコーダーとの同時録音対応。
※2 別ソース再生対応。
※3 3Dサラウンド強化。
※4 フロントのみバイワイヤ接続。
※5 リアのみプリパワ間RCAケーブル接続。
※6 パワーアンプのリアのみRCA音声出力。
※7 アリーナ、ジャスクラブ、スタジアム、ディスコ、チャーチ、ムービー
※8 アリーナ、ジャスクラブ、スタジアム、ディスコ、チャーチ、ムービー、ゲーム
※9 アリーナ、ジャスクラブ、スタジアム、ディスコ
※10 4ch D.F.S.はオプション
※11 FM文字多重放送対応

## 主な機能

### AIグライコ（AI AUTO）
- CDの周波数を解析して、周波数ごとに音質等を細かく調整し、自動でグライコパターンを生成するシステム。
- 対応機種：XA7・9、XE7・9、XF7M、XG7M、XJ7M

### スピーカー・イン・スピーカー
- ROXYに採用されたもので、スピーカー内にリアスピーカーを埋め込んだもの。
- バイアンプ駆動やドルビーサラウンド・プロロジック再生に対応し、4ch音源を2つのスピーカーだけで再生できる。
- 対応機種：XE7、XE9

### オムニトップスピーカー
- 原理はスピーカー・イン・スピーカーと同じであるが、大きく違うのはリアスピーカーを上に向けることで、360度に音を拡散させ奥行きのある音を作り出し、ステレオ感を高めた音を追求した。オムニスピーカーは機種によって機能が異なる。
- 対応機種・主な機能：
  - XF7M
    - スピーカー上部に装備
    - バイアンプ駆動対応、ドルビーサラウンド・プロロジック再生に対応

  - XG7M
    - スピーカー上部に装備
    - バイアンプ駆動対応、ドルビーサラウンド・プロロジック再生に対応
    - 3DバーチャルリアリティサウンドCDを用いた別ソースの再生に対応

  - XJ7M
    - オムニスピーカーはオプション、格納可能
    - アンプ・スピーカー独立、ボリュームコントロール
    - ドルビーサラウンド・プロロジック再生に対応
    - 3DバーチャルリアリティサウンドCDを用いた別ソースの再生に対応

  - XK-7MD以降
    - オムニスピーカーとスタンドはオプション、格納不可
    - アンプ・スピーカー独立、ボリュームコントロール、別ソースの再生非対応、SRS3Dサウンドの機能向上

### 3Dバーチャルリアリティサウンドシステム
- 自然界に存在する様々な音、例えば、川の流れる音、雨、豪雨、落雷、鳥の鳴く音などをCDに収めたもの。
- オムニスピーカーを利用して、仮想の世界にいながら自分の好きな音楽が聴くことができる、といったことが可能。
- 対応機種：XG7M・XJ7M・XJ5M

### クリアリックフェイス
- 光沢塗装のパターンの1つで、前面に塗装することで、長期保存や埃などの影響による音質劣化を防ぐとともに、インテリアにも優れており、デザインを綺麗に見せる役割を持つ。ピアノ光沢にも使われている。
- 対応機種：XJ7M・XJ5M・XK-7MD

### ソースダイレクト
- 再生ソースから出力に至るまでのプロセスにおいて、複雑な回路を通さないことで、音質の劣化を防ぎ、音の鮮度を保つことができる。
- SRS 3Dサラウンド、EQとの併用が可能。
- 対応機種：XJシリーズ以降

### SRS 3Dサウンド
- SRS Lab.が開発した立体的なサラウンドシステムで、オムニスピーカーを用いることで向上する。
- 対応機種：XK-7MD以降

### CDチェンジャー
- ALLORAが世界に先駆けて採用した機能で、2種類ある。
マガジン式6CDチェンジャー＋1トレイシステム
  -     - XF7M、XG7M、XJ7Mに採用された。トレイ式CDチェンジャーは、製造コストがかかるという当時の台所事情から、低コストで製造できるマガジン式を採用し、一方でマガジン式の弱点であるCDの入れ替えの不便さを補うために、簡易操作が可能な1トレイ式を採用している。

トレイ式6CDチェンジャー
  -     - 他社の製品が次々にトレイ式チェンジャーを搭載していく中でアローラも対応に追われ、XJ3Mに初めて採用された。CD再生中のCDの入れ替えが可能、1トレイ式と同等の簡易操作、マガジン式ではできなかったエンドレスなシームレス再生が可能となった。XL-7MD以降はCDテキストに対応、XM-7MDとXT-7MDでは独自開発のデジタル信号処理技術「D.R.I.V.E.」を採用している。

### MDデッキ
多くのメーカーがオプションとして取り扱った中で、XK-7MDではこのクラスのコンポで先陣を切って搭載した。機種別に機能が異なる。
- 対応機種：
  - XK-7MD
    - クリアリックフェイスを採用、XJ7Mとデザイン、大きさがマッチするように設計された。オプションとしても販売された。
    - 操作、文字入力は中央のジョグダイヤルを用いる。半角カナ入力・表示対応。

  - XL-7MD
    - サンプリングレートコンバータ内蔵、サイバータイトラー対応
    - CDテキストコピー対応、半角カナ入力・表示対応

  - XM-7MD
    - ダブルMDデッキを搭載
    - 1CD→2MD録音、2CD→2MD録音、1MD→1MDアナログ録音と文字コピーが可能
    - CDテキストコピー対応、FM文字情報コピー対応
    - サンプリングレートコンバータ内蔵、漢字かなサイバータイトラー対応
    - 全角かな・漢字、半角カナ・記号と全角カナ・記号入力・表示対応
    - ATRAC(Ver4.0)を搭載

  - XT-7MD
    - スロット式3MDチェンジャー×2のダブル3MDデッキを搭載
    - 6CD→3MD×2録音、3CD→3MD×2録音、最大3MD→3MDアナログ録音と文字コピーが可能。CDテキストコピー対応、FM文字情報コピー対応
    - サンプリングレートコンバータ内蔵、漢字かなサイバータイトラー対応
    - 全角かな・漢字、半角カナ・記号と全角カナ・記号入力・表示対応
    - 「ハイパーオペレーティングシステム」による簡易操作と録音操作に対応

### サイバータイトラー
- カシオ計算機の「ネームランド」をベースにしている。カシオとの共同開発。
- ALLORAと接続してのMD文字入力、ラベルプリントに対応している。
- 漢字かな入力に対応したサイバータイトラーはオプションとして販売された。
- 対応機種：XL-7MD（カナ英数字、標準装備）、XMシリーズ（カナ英数字、オプション）、XM-7MD・XTシリーズ（漢字かな・カナ英数字、オプション）

### ハイパー・オペレーティング・スタジオ
- CD→MDの編集、MD→MDの編集などの操作を統合し、簡易編集と簡単操作を実現したシステム。
- 操作はパネルを開いて、各項目を選択していくだけの簡単操作で、使わないときはパネルを閉じて収納する。
- 対応機種：XT-7MD